# Mustapha Bundu
Mustapha Bundu (Freetown, 28 februari 1997) is een Sierra-Leoons voetballer die doorgaans als aanvaller speelt. Bundu ruilde Aarhus GF in augustus 2020 in voor RSC Anderlecht. Exact een jaar later keerde hij terug naar Aarhus op huurbasis met aankoopoptie.

## Clubcarrière
Bundu genoot een deel van zijn jeugdopleiding in de jeugdacademie van Craig Bellamy in Sierra Leone. Via Bellamy kon Bundu op stage gaan bij Cardiff City, Liverpool FC en Manchester City. Omdat Bundu geen verblijfsvergunning had om in Engeland te verblijven, schreef hij zich op zijn zeventiende in op het Hartpury College of Gloucester. Hij schittert er vervolgens bij de universiteitsclub en bij Hereford FC, een club uit de negende Engelse divisie. Met Hereford haalt hij zelfs de finale van de Vase Cup, een toernooi voor clubs uit lagere afdelingen. Hereford verloor deze finale met 4-1 van Morpeth Town AFC.
Toen Bundu in 2016 geen verblijfsvergunning meer kreeg in Engeland omdat hij niet langer student was, bood de Deense eersteklasser Aarhus GF hem na een geslaagde test een contract voor een jaar aan. Bundu brak echter pas door in zijn tweede seizoen, toen hij in 33 wedstrijden goed was voor zes goals en twee assists. Zijn beste seizoen bij Aarhus was het seizoen 2019/20, toen hij in 30 wedstrijden in alle competities goed was voor tien goals en twaalf assists. Het leverde hem interesse op van onder andere Lille OSC, RC Strasbourg en FC Lorient. Bundu koos echter voor RSC Anderlecht, waar hij in augustus 2020 een vierjarig contract ondertekende.
Bundu, die in de zomer van 2020 positief testte op COVID-19 en met een fysieke achterstand aankwam in België, kon pas op 13 september 2020 zijn officiële debuut maken voor Anderlecht: in de competitiewedstrijd tegen Cercle Brugge viel hij in de 80e minuut in voor Jérémy Doku. Hoewel hij de duurste clubaankoop van de zomermercato werd, slaagde de Sierra Leoner er tijdens zijn eerste halfjaar bij Anderlecht allerminst in om indruk te maken. Op 26 januari 2020 leende de club hem voor een half seizoen uit aan FC Kopenhagen. Daar was hij in zijn eerste twee officiële wedstrijden telkens goed voor een assist, terwijl hij in negen wedstrijden bij Anderlecht geen enkele goal of assist had kunnen produceren. In de kampioensronde scoorde hij tegen FC Midtjylland zijn eerste doelpunt voor Kopenhagen, weliswaar tijdens een 4-1-nederlaag. Kopenhangen lichtte de aankoopoptie uiteindelijk niet.
Tijdens de voorbereiding op het seizoen 2021/22 kreeg hij een nieuwe kans bij Anderlecht. Hij mocht onder andere meespelen in een oefenwedstrijd tegen FC Utrecht, maar maakte daarin allerminst indruk. Op de openingsspeeldag van de Jupiler Pro League mocht hij een kwartier voor tijd invallen tegen Union Sint-Gillis en drie weken later mocht hij in de UEFA Europa Conference League 2021/22 tien minuten voor tid invallen tegen KF Laçi, maar op de slotdag van de zomertransfermercato werd hij toch voor één seizoen uitgeleend aan zijn ex-club Aarhus GF, dat ook een aankoopoptie in het huurcontract bedong.

## Clubstatistieken
| Seizoen         | Club            | Land                | Competitie         | Competitie | Competitie | Beker | Beker | Supercup | Supercup | Europees | Europees | Totaal | Totaal |
| Seizoen         | Club            | Land                | Competitie         | Wed.       | Dlp.       | Wed.  | Dlp.  | Wed.     | Dlp.     | Wed.     | Dlp.     | Wed.   | Dlp.   |
| --------------- | --------------- | ------------------- | ------------------ | ---------- | ---------- | ----- | ----- | -------- | -------- | -------- | -------- | ------ | ------ |
| 2016/17         | Aarhus GF       | Vlag van Denemarken | Superligaen        | 12         | 1          | 2     | 0     | —        | —        | —        | —        | 14     | 1      |
| 2017/18         | Aarhus GF       | Vlag van Denemarken | Superligaen        | 31         | 4          | 2     | 2     | —        | —        | —        | —        | 33     | 6      |
| 2018/19         | Aarhus GF       | Vlag van Denemarken | Superligaen        | 31         | 4          | 1     | 0     | —        | —        | —        | —        | 32     | 4      |
| 2019/20         | Aarhus GF       | Vlag van Denemarken | Superligaen        | 27         | 8          | 3     | 2     | —        | —        | —        | —        | 30     | 10     |
| 2020/21         | RSC Anderlecht  | Vlag van België     | Eerste klasse A    | 9          | 0          | 0     | 0     | —        | —        | —        | —        | 9      | 0      |
| 2020/21         | → FC Kopenhagen | Vlag van Denemarken | Superligaen        | 14         | 1          | 0     | 0     | —        | —        | 0        | 0        | 14     | 1      |
| 2021/22         | RSC Anderlecht  | Vlag van België     | Jupiler Pro League | 1          | 0          | 0     | 0     | —        | —        | 1        | 0        | 2      | 0      |
| 2021/22         | Aarhus GF       | Vlag van Denemarken | Superligaen        | 0          | 0          | 0     | 0     | —        | —        | 0        | 0        | 0      | 0      |
| Carrière totaal | Carrière totaal | Carrière totaal     | Carrière totaal    | 125        | 18         | 8     | 4     | 0        | 0        | 1        | 0        | 134    | 24     |

Bijgewerkt op 1 september 2021

## Interlandcarrière
Bundu maakte op 4 september 2019 zijn interlanddebuut voor Sierra Leone in een WK-kwalificatiewedstrijd tegen Liberia (3-1-nederlaag). In zijn vierde interland, een Afrika Cup-kwalificatiewedstrijd tegen Nigeria (4-4), scoorde hij zijn eerste interlandgoal.
| Interlands van Mustapha Bundu | Interlands van Mustapha Bundu | Interlands van Mustapha Bundu | Interlands van Mustapha Bundu | Interlands van Mustapha Bundu | Interlands van Mustapha Bundu |
| No.                           | Datum                         | Wedstrijd                     | Uitslag                       | Soort Wedstrijd               | Doelpunten                    |
| Als speler bij Aarhus GF      | Als speler bij Aarhus GF      | Als speler bij Aarhus GF      | Als speler bij Aarhus GF      | Als speler bij Aarhus GF      | Als speler bij Aarhus GF      |
| ----------------------------- | ----------------------------- | ----------------------------- | ----------------------------- | ----------------------------- | ----------------------------- |
| 1.                            | 4 september 2019              | Liberia – Sierra Leone        | 3 – 1                         | Kwalificatie WK 2022          | -                             |
| 2.                            | 13 november 2019              | Sierra Leone – Lesotho        | 1 – 1                         | Kwalificatie Afrika Cup 2021  | -                             |
| 3.                            | 17 november 2019              | Benin – Sierra Leone          | 1 – 0                         | Kwalificatie Afrika Cup 2021  | -                             |
| Als speler bij RSC Anderlecht |                               |                               |                               |                               |                               |
| 4.                            | 13 november 2020              | Nigeria – Sierra Leone        | 4 – 4                         | Kwalificatie Afrika Cup 2021  | 80'                           |
| 5.                            | 17 november 2020              | Sierra Leone – Nigeria        | 0 – 0                         | Kwalificatie Afrika Cup 2021  | -                             |
| Als speler bij FC Kopenhagen  |                               |                               |                               |                               |                               |
| 6.                            | 15 juni 2021                  | Sierra Leone – Benin          | 1 – 0                         | Kwalificatie Afrika Cup 2021  | -                             |
| Totaal                        | Totaal                        | Totaal                        | Totaal                        | Totaal                        | 1                             |

Bijgewerkt op 31 augustus 2021

## Privé
- Bundu heeft een relatie met Anne Povlsen, de dochter van de Deense ex-profvoetballer Flemming Povlsen.[2]